# Boulevard Armand-Duportal
Promenade Raymond-V
Pour les articles homonymes, voir Duportal.
Le boulevard Armand-Duportal (en occitan : baloard Armand Duportal) est une voie de Toulouse, chef-lieu de la région Occitanie, dans le Midi de la France. Il est bordé à l'est par une partie du rempart médiéval, longé par la promenade Raymond-V (en occitan : passejada Raimon V).

## Situation et accès

### Description
Le boulevard Armand-Duportal est une voie publique. Il se situe au nord-ouest du centre historique, à la limite des quartiers Arnaud-Bernard, à l'est, et Compans-Caffarelli, à l'ouest, tous les deux dans le secteur 1 - Centre. Il relie le boulevard Lascrosses, au nord, à l'allée de Barcelone, au sud. Il est bordé, à l'est, par l'université Toulouse-Capitole et le lycée professionnel Sainte-Marie-Saint-Sernin à l'ouest. Du côté ouest se trouve aussi le rempart médiéval de Toulouse. Celui-ci était, au début du siècle, longé d'une grande allée riche en végétation.
La chaussée compte une voie de circulation automobile en sens unique, depuis le boulevard Lascrosses vers l'allée de Barcelone. Elle appartient à une zone de rencontre et la vitesse y est limitée à 20 km/h. Il existe également une bande cyclable dans les deux sens de circulation.

### Voies rencontrées
Le boulevard Armand-Duportal rencontre les voies suivantes, dans l'ordre des numéros croissants (« g » indique que la rue se situe à gauche, « d » à droite) :
1. Allée de Barcelone
2. Place des Reines-et Rois-Wisigoths (g)
3. Rue de la Cité-Administrative (d)
4. Place Armand-Duportal
5. Boulevard Lascrosses

### Transports
Le boulevard Armand-Duportal est desservi à proximité par la station Compans-Caffarelli, sur la ligne  du métro. Le boulevard est aussi parcouru et desservi par la navette Ville ainsi que les lignes de bus 6370. Les lignes du Linéo L1 et des bus 14Aéroport ont également un arrêt à proximité directe sur le boulevard Lascrosses.

## Odonymie

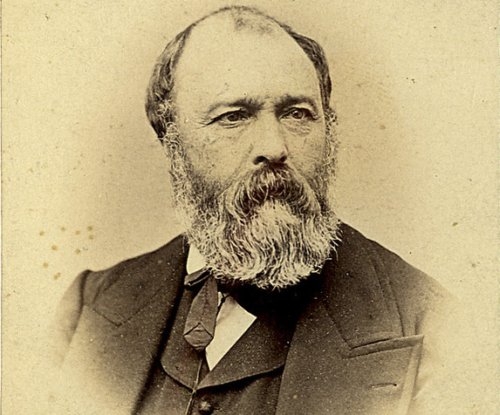
Portrait d'Armand Duportal.

Le boulevard est nommé d'après Armand Duportal (1814-1887). Il fut une figure majeure du mouvement républicain à Toulouse et dans le Midi dans la deuxième moitié XIXe siècle. Journaliste sous la Monarchie de Juillet, déjà engagé auprès des républicains, il fonde un journal après la Révolution de 1848 et la fondation de la Deuxième République. En 1851, pour s'être opposé au coup d'État de Louis-Napoléon Bonaparte, il est déporté en Algérie. En 1870, à la proclamation de la Troisième République, il fut préfet provisoire de la Haute-Garonne. En mars 1871, il se trouva à la tête de l'insurrection communaliste de Toulouse, sur le modèle de la Commune de Paris. Il fut arrêté, mais finalement acquitté et poursuivit sa carrière politique. En 1876, il fut élu député de la Haute-Garonne et siégea avec l'extrême gauche. Il mourut à Toulouse.
Le boulevard est longé par la promenade Raymond-V. C'est par décision du conseil municipal du 14 juin 2019 qu'il a été décidé d'honorer Raymond V (1134-1194), comte de Toulouse, marquis de Gothie et de Provence. Il lutta, dans le contexte de la « grande guerre méridionale », pour conforter la dynastie raimondine face aux prétentions barcelonino-aragonaises et aquitano-anglaises, et contre les vicomtes de la famille Trencavel. Par ailleurs, en accordant, en 1188, une large autonomie aux consuls qui représentaient depuis le milieu XIIe siècle la ville de Toulouse, il fut à l'origine du développement de l'institution des consuls, puis des capitouls.
En 1830, lors de l'aménagement des boulevards, le long des remparts de la ville, on lui donna le nom de boulevard de l'Arsenal, puisque les ateliers de l'arsenal avaient été installés en 1793 dans les vastes bâtiments de l'église Saint-Pierre-des-Cuisines, du couvent des Chartreux et d'une partie du couvent des Capucins. En 1860, le boulevard prit le nom du faubourg Saint-Pierre, qu'il conserva jusqu'en 1890.

## Patrimoine et lieux d'intérêt

### Immeubles et maisons
- no  1 : immeuble (deuxième moitié du XXe siècle)[6].
- no  2 : Direction interrégionale des services pénitentiaires de Toulouse[7].
- no  11 : maison (premier quart du XXe siècle)[8].
- no  19 : lycée d'enseignement privé Sainte Marie et école maternelle Sainte Barbe (deuxième quart du XXe siècle)[9].
- no  23 : maison Maurette (1904, Marius Pujol)[10].
- no  37 : maison (1898)[11].
- no  49 : maison (deuxième moitié du XIXe siècle)[12].